# Akademie für öffentliche Verwaltung (Aserbaidschan)
Die Akademie für öffentliche Verwaltung unter dem Präsidenten der Republik Aserbaidschan (aserbaidschanisch Azərbaycan Respublikasının Prezidenti yanında Dövlət İdarəçilik Akademiyası) oder einfach die Akademie für öffentliche Verwaltung ist eine Hochschuleinrichtung, die auf Erlass des ehemaligen Ex-Präsidenten von Aserbaidschan, Heydar Aliyev, gegründet wurde. Gegründet am 3. Januar 1999 auf der Grundlage des Baku-Instituts für Sozialmanagement und Politikwissenschaft, dient die Akademie auch als Ausbildungszentrum, indem sie Voll- und Kurzzeitkurse zur Professionalisierung von Beamten anbietet.

## Geschichte
Die Bildungseinrichtung hieß von 1921 bis 1928 Zentrale Sowjetische Parteischule, Aserbaidschanische Zentrale Sowjetische Parteischule von 1928 bis 1956, Baku Höhere Parteischule von 1956 bis 1992 (Höhere Parteischule des Zentralkomitees der Kommunistischen Partei Aserbaidschans) und schließlich, von 1992 bis 1999, Staatliches Institut für Sozialmanagement und Sozialpolitik Baku. Die Akademie wurde am 3. Januar 1999 durch Erlass des ehemaligen Ex-Präsidenten Aserbaidschans, Heydar Aliyev, unter dem Namen Akademie für öffentliche Verwaltung unter dem Präsidenten der Republik Aserbaidschan gegründet. Die Zulassung zur Akademie umfasst etwa 250 Studenten und 50 Absolventen pro Jahr.
Die Akademie für öffentliche Verwaltung wurde vom aserbaidschanischen Bildungsministerium akkreditiert und erhielt das Recht, ihren Studenten anerkannte Abschlüsse (Diplome) auszustellen. Das Studienangebot der Akademie für Bachelorstudierende umfasst Politikwissenschaft, Recht, Internationale Beziehungen, Verwaltung, Landes- und Kommunalverwaltung, Wirtschaftswissenschaften, Informatik, Planung und Management nachhaltiger Entwicklung.